# Minszat Dibis
Minszat Dibis – miejscowość w Egipcie, w muhafazie Al-Minja. W 2006 roku liczyła 6220 mieszkańców.